# Утакмице фудбалске репрезентације Мађарске 2007.
| Домаћин | Гост |

Фудбалска репрезентација Мађарске је током 2007. године одиграла тринаест званичних утакмица. Од 13 утакмица, 8 је било квалификационих за Европско првенство 2008, а 5 утакмица су биле пријатељске. Репрезентација је годину започела турниром четвораца на Кипру, где је одиграла два меча. Дана 24. марта су играли против репрезентације Црне Горе, што им је био први међусобни међународни наступ. Репрезентација Мађарске је 22. августа на стадиону Ференц Пушкаш изненађујуће савладала репрезентацију Италије са 3 : 1.

## Утакмице
| Кипар                         | 2 : 1    | Мађарска    |
| ----------------------------- | -------- | ----------- |
| Ј. Јасоумис 18’ · Ј. Окас 72’ | Извештај | 89’ Пришкин |

| Летонија                      | 0 : 2    | Мађарска        |
| ----------------------------- | -------- | --------------- |
| Ј. Јасоумис 18’ · Ј. Окас 72’ | Извештај | 32’ 52’ Пришкин |

| Црна Гора                                | 2 : 1    | Мађарска   |
| ---------------------------------------- | -------- | ---------- |
| Вучинић 65’ (пен) · Бурзановић 81’ (пен) | Извештај | 1’ Пришкин |

| Мађарска              | 2 : 0    | Молдавија |
| --------------------- | -------- | --------- |
| Пришкин 9’ · Гера 63’ | Извештај |           |

| Грчка                     | 2 : 0    | Мађарска |
| ------------------------- | -------- | -------- |
| Гекас 16’ · Ситаридис 29’ | Извештај |          |

| Норвешка                                          | 4 : 0    | Мађарска |
| ------------------------------------------------- | -------- | -------- |
| С. Иверсен 22’ · Д. Братен 58’ · Џ. Карев 60’ 79’ | Извештај |          |

| Мађарска                                 | 3 : 1    | Италија    |
| ---------------------------------------- | -------- | ---------- |
| Јухас 61’ · Гера 66’ (пен) · Фецешин 77’ | Извештај | 49’ Натале |

| Мађарска       | 1 : 0    | Босна и Херцеговина |
| -------------- | -------- | ------------------- |
| Гера 39’ (пен) | Извештај |                     |

| Турска                                        | 3 : 0    | Мађарска |
| --------------------------------------------- | -------- | -------- |
| Г. Унал 69’ · М. Аурелио 72’ · Алтинтоп 90+4’ | Извештај |          |

| Мађарска                | 2 : 0    | Малта |
| ----------------------- | -------- | ----- |
| Фецешин 34’ · Тежер 77’ | Извештај |       |

| Пољска | 0 : 1    | Мађарска               |
| ------ | -------- | ---------------------- |
|        | Извештај | Тамаш Хајнал 80’ (пен) |

| Молдавија                                        | 3 : 0    | Мађарска |
| ------------------------------------------------ | -------- | -------- |
| И. Бугајев 12’ · Н. Јосан 23’ · С. Алексејев 86’ | Извештај |          |

| Мађарска   | 1 : 2    | Грчка                               |
| ---------- | -------- | ----------------------------------- |
| Бужацки 7’ | Извештај | 22’ (аг) Ванцак · 56’ (пен) Басинас |

## Голгетери у 2007.
| - Мартон Филеп (голман) - Тамаш Пришкин - Золтан Гера - Роланд Јухас - Роберт Фецешин - Даниел Тежер - Тамаш Хајнал - Акош Бужацки - Вилмош Ванцак |

## Извори и спољашње везе
- Репрезентација Мађарске на фудбалској бази података
- Утакмице репрезентације Мађарске (2007)